# 金慧麟
金慧麟（：／ Kim Hye Rin，1995年5月19日—），韓国女子羽毛球運動員。
青年赛方面，2013皆在混团夺冠；其中在第15赛事，助国青队夺得奖牌的双打主力，亦是她在青少年时期最出色的团体战绩。
在世界羽联团体赛方面，她曾入选優霸盃的主力成员，助韩国队赢得奖牌，最为出色的佳绩是女团季军（2018）。此外，她还不曾出任蘇迪曼盃的主力成员。在亚洲最高赛事方面，她曾入选亚运会女双主力，但未能助国家队赢得奖牌，最为出色的佳绩是女团八强（2018）。在亚洲第二赛事方面，她曾赢得亚锦赛奖牌；其中在第37届赛事，与新搭档柳海媛赢得女双亚军。在州属运动会方面，目前并未有过参加東亞運。而亚洲区域赛方面，目前并未有过参加亚团赛。在世界运动会方面，目前并未有过参加世大运。
奧運會及世錦賽主项双打方面，目前并有过参加奧運；2017皆止步於16強。

## 青少年賽事
2013年10月，金慧麟參加泰國曼谷舉行的世界青年羽毛球錦標賽，助国青隊赢得混团冠军

## 成人組賽事
2013年3月，金慧麟分别与韓佳熙以及催率圭出战羅馬尼亞羽毛球國際賽，在女双準決賽以0比2（22-24、13-21）不敌赛会头号种子、俄罗斯强档的伊琳娜·克列布科/克谢尼娅·波利卡波娃；而在混双决赛以2比0（21-16、21-13）击败了土耳其强档的拉马赞·奥斯图克/内斯里汉·基利希，赢得首个國際系列賽混双冠军。
2015年4月，金慧麟与孔熙容出战大阪羽毛球國際挑戰賽，在女双準決賽以0比2（9-21、13-21）不敌中国的陈清晨/贾一凡。
2016年12月，金慧麟與柳海媛出戰韓國羽毛球大師賽。在女雙準决赛中，以0比2 （16-21、15-21）不敌赛会6号种子、队友的蔡侑玎/金昭映。
2017年4月，金慧麟参加中国湖北省武汉市举办的亞洲羽毛球錦標賽，她和柳海媛出战女双项目，在首圈以2比0（21-17、21-17）击败了印尼强档的T·R·努莱达赫/R·A·普拉蒂普塔；在次圈以2比0（21-18、21-17）击败了赛会8号种子、泰国强档的宗功攀·吉迪特拉恭/拉温达·巴宗哉；在八強以2比0（21-16、21-16）横扫赛会4号种子、中国的陈清晨/贾一凡；在四強以2比0（21-13、21-17）轻取中国的黄东萍/李茵晖；在决赛以1比2（19-21、21-16、10-21）不敌赛会头号种子、世界第一兼奥运冠军的松友美佐紀/高橋禮華，赢得亚锦赛女双亚军。同年6月，她與柳海媛出戰中華台北羽球公開賽，在女雙决赛中，以0比2 （12-21、11-21）不敌同胞的蔡侑玎/金昭映，赢得黃金大獎賽亚軍。同年8月，她參加苏格兰格拉斯哥舉行的世界羽毛球錦標賽，她和柳海媛出戰女子双打項目。她與柳海媛以13號種子身分出戰，故在首圈輪空；但在次圈以2比0（21-14、21-12）横扫中华台北的林筱閔 /吳芳茜。在第三圈，以0-2（20-22、19-21、20-22）惜败于赛会2號種子丹麦头号的卡米拉·吕特·尤尔 /克里斯汀娜·彼德森，16强止步。同年11月，她与李紹希出战中國羽毛球首要超級賽，在女双决赛以1比2（7-21、21-18、14-21）不敌赛会2号种子、中国的陈清晨/贾一凡，赢得首要超級賽女双亚军。
2018年2月，金慧麟参加马来西亚亞羅士打举办的亞洲羽毛球團體錦標賽，助球队赢得女子團體季军。同年3月，她与張藝娜出战德國羽毛球公開賽，在女双準決賽以0比2（27-29、18-21）不敌中国的黄东萍/郑雨。同年5月，她与孔熙容出战紐西蘭羽毛球公開賽，在女双準決賽以1比2（21-15、10-21、18-21）不敌中国的曹彤威/郑雨。同期5月，她入选優霸盃的女双主力，助韩国队赢得女团季军。同年6月，她与孔熙容出战馬來西亞羽球公開賽，在女双準決賽以1比2（10-21、15-21）不敌赛会头号种子、中国的陈清晨/贾一凡。同年11月，她与白荷娜出战韓國羽毛球大師賽，在女双準決賽以1比2（4-21、24-22、7-21）不敌赛会2号种子、同胞的李紹希/申昇瓚。
2019年2月，金慧麟与白荷娜出战西班牙羽毛球大師賽，在女双準決賽以0比2（13-21、22-24）不敌赛会2号种子、日本强档的松山奈未/志田千陽。同年3月，她与白荷娜出战中國陵水羽毛球大師賽，在女双决赛以2比1（21-14、14-21、21-15）击败了赛会7号种子、东道主的刘玄炫/夏玉婷，赢得超級100賽女双冠军。同年7月，她与張藝娜出战加拿大羽毛球公開賽，在女双决赛以0比2（16-21、14-21）不敌澳大利亚强档的塞特亞納·瑪帕薩/格羅婭·薩莫維爾，赢得超級100賽女双亚军。同期7月，她与張藝娜出战泰國羽毛球公開賽，在女双準決賽以0比2（19-21、19-21）不敌赛会7号种子、日本强档的田中志穗/米元小春。

## 主要比賽成績
只列出曾進入準決賽的國際賽事成績：
| 年份   | 賽事                     | 公開賽級別 | 項目     | 拍檔           | 成績   |
| ------ | ------------------------ | ---------- | -------- | -------------- | ------ |
| 2013年 | 羅馬尼亞羽毛球國際賽     | 國際系列賽 | 女子雙打 | 韓佳熙         | 準決賽 |
| 2013年 | 羅馬尼亞羽毛球國際賽     | 國際系列賽 | 混合雙打 | 催率圭         | 冠軍   |
| 2013年 | 世界青年羽毛球錦標賽     | 其他       | 混合團體 | －             | 冠軍   |
| 2015年 | 大阪羽毛球國際挑戰賽     | 國際挑戰賽 | 女子雙打 | 孔熙容         | 準決賽 |
| 2016年 | 韓國羽毛球大師賽         | 大獎賽     | 女子雙打 | 柳海媛         | 準決賽 |
| 2017年 | 亞洲羽毛球錦標賽         | 其他       | 女子雙打 | 柳海媛         | 亞軍   |
| 2017年 | 中華台北羽球公開賽       | 黃金大獎賽 | 女子雙打 | 柳海媛         | 亞軍   |
| 2017年 | 中國羽毛球首要超級賽     | 首要超級賽 | 女子雙打 | 李紹希         | 亞軍   |
| 2018年 | 亞洲羽毛球團體錦標賽     | 其他       | 女子團體 | －             | 季軍   |
| 2018年 | 德國羽毛球公開賽         | 超級300賽  | 女子雙打 | 張藝娜         | 準決賽 |
| 2018年 | 紐西蘭羽毛球公開賽       | 超級300賽  | 女子雙打 | 孔熙容         | 準決賽 |
| 2018年 | 優霸盃                   | 其他       | 女子團體 | －             | 季軍   |
| 2018年 | 馬來西亞羽球公開賽       | 超級750賽  | 女子雙打 | 孔熙容         | 準決賽 |
| 2018年 | 韓國羽毛球大師賽         | 超級300賽  | 女子雙打 | 白荷娜         | 準決賽 |
| 2019年 | 西班牙羽毛球大師賽       | 超級300賽  | 女子雙打 | 白荷娜         | 準決賽 |
| 2019年 | 中國陵水羽毛球大師賽     | 超級100賽  | 女子雙打 | 白荷娜         | 冠軍   |
| 2019年 | 加拿大羽毛球公開賽       | 超級100賽  | 女子雙打 | 張藝娜         | 亞軍   |
| 2019年 | 泰國羽毛球公開賽         | 超級500賽  | 女子雙打 | 張藝娜         | 準決賽 |
| 2019年 | 中國羽毛球公開賽         | 超級1000賽 | 女子雙打 | 張藝娜         | 準決賽 |
| 2019年 | 香港羽毛球公開賽         | 超級500賽  | 女子雙打 | 張藝娜         | 亞軍   |
| 2019年 | 賽義德·莫迪羽毛球國際賽  | 超級300賽  | 女子雙打 | 張藝娜         | 亞軍   |
| 2020年 | 泰國羽毛球大師賽         | 超級300賽  | 女子雙打 | 張藝娜         | 準決賽 |
| 2020年 | 亞洲羽毛球團體錦標賽     | 其他       | 女子團體 | －             | 亞軍   |
| 2022年 | 蒙古國羽毛球國際挑戰賽   | 國際挑戰賽 | 女子雙打 | Seong Ji Yeong | 亞軍   |
| 2022年 | 蒙古國羽毛球國際挑戰賽   | 國際挑戰賽 | 混合雙打 | 奇东柱         | 亞軍   |
| 2023年 | 印尼泗水羽毛球國際挑戰賽 | 國際挑戰賽 | 混合雙打 | Kim Young Hyuk | 準決賽 |
| 2023年 | 印尼泗水羽毛球大師賽     | 超級100賽  | 混合雙打 | Kim Young Hyuk | 準決賽 |

| 2007-2017年 | 首要超級賽 | 超級賽 | 黃金大獎賽 | 大獎賽 | 國際挑戰賽 | 國際系列賽 | 未來系列賽 | 其他 |

| 2018-2026年 | 總決賽 | 超級1000賽 | 超級750賽 | 超級500賽 | 超級300賽 | 超級100賽 | 國際挑戰賽 | 國際系列賽 | 未來系列賽 | 其他 |

### 奧運會和世錦賽參賽紀錄
|          | 搭檔   | 2017 |
| -------- | ------ | ---- |
| 女子雙打 | 柳海媛 | 16強 |